# 格赖和沙尔奈
格赖和沙尔奈（法語：Graye-et-Charnay，法語發音：[ɡʁɛ e ʃaʁnɛ]）是法国汝拉省的一个市镇，属于隆斯勒索涅区。

## 地理
格赖和沙尔奈（46°28'5"N, 5°27'8"E）面积6.31 平方千米，位于法国勃艮第-弗朗什-孔泰大區汝拉省，该省份为法国东部内陆省份，北起上索恩省，西北接科多尔省，西临索恩-卢瓦尔省，南至安省，东与杜省和瑞士接壤。
与格赖和沙尔奈接壤的市镇（或旧市镇、城区）包括：舍夫罗、日尼、卢瓦西亚、韦里亚。

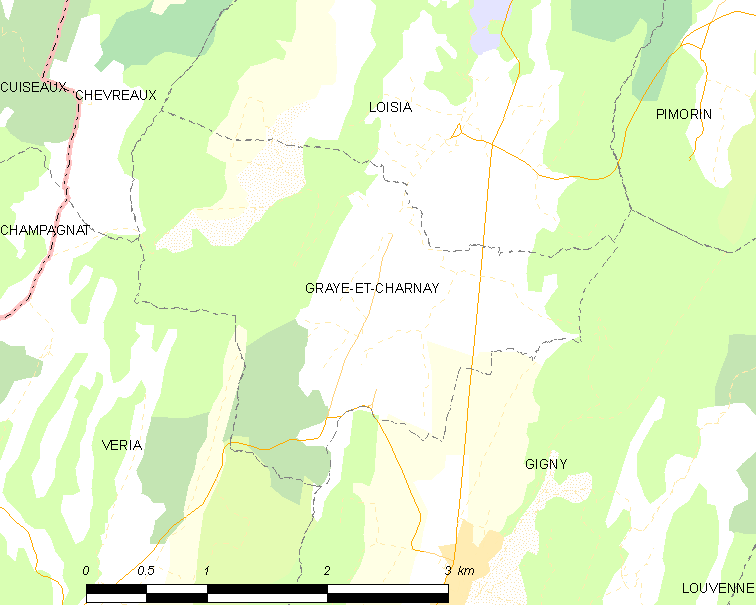
格赖和沙尔奈的OSM定位图

格赖和沙尔奈的时区为UTC+01:00、UTC+02:00（夏令时）。

## 行政
格赖和沙尔奈的邮政编码为39320，INSEE市镇编码为39261。

## 政治
格赖和沙尔奈所属的省级选区为圣阿穆尔县。

## 人口

1962-2008年间格赖和沙尔奈人口变化图示

格赖和沙尔奈于2022年1月1日时的人口数量为136人。